# Campeonato Mundial de Ajedrez 2012
El Campeonato Mundial de Ajedrez 2012 fue un encuentro entre el campeón Vishwanathan Anand de India y Boris Gelfand de Israel, ganador del Torneo de Candidatos. El torneo se jugó en Moscú, Rusia. El primer juego empezó el 10 de mayo de 2012. El último juego empezó el 31 de mayo, con victoria de Anand. Anand ganó el match 8½-7½, manteniendo su condición de campeón.

## Antecedentes
Tras haber ganado el Campeonato Mundial de Ajedrez 2007, Anand consiguió defender dos veces su título ante Vladimir Kramnik y Veselin Topalov en 2008 y 2010 respectivamente. Por otro lado, Gelfand ganó sorpresivamente el Torneo de Candidatos 2011, superando en ronda de eliminación directa a Shakhriyar Mamedyarov, Gata Kamsky y Alexander Grischuk, ganando el derecho de pelear por el título contra el campeón. 

## Match
El match fue jugado como mejor de 12 juegos, las victorias contando 1 punto, los empates ½ punto, y las derrotas 0, y acabaría cuando un jugador llegue a 6½ puntos. Si el match acabara en un empate 6 a 6, se jugarán 4 partidas rápidas (25 minutos para cada uno, con incremento de 10 segundos por cada jugada). Si el empate persiste, se jugarán 2 partidas relámpago (5 minutos para cada uno, con incremento de 10 segundos por cada jugada). Si aún persiste el empate se jugará una partida de muerte súbita: el blanco tiene 6 minutos y el negro 5, pero el blanco debe ganar sin falta, ya que se considera victoria para el negro las tablas o victoria para el negro.
El primer control de tiempo era de 40 jugadas en 2 horas; luego, 20 jugadas en una hora; y finalmente, 15 minutos hasta el final de la partida con 30 segundos extra por cada jugada. No hay aplazamientos.
| Jugador            | 1 | 2 | 3 | 4 | 5 | 6 | 7 | 8 | 9 | 10 | 11 | 12 |  | 1 | 2 | 3 | 4 | Total |
| ------------------ | - | - | - | - | - | - | - | - | - | -- | -- | -- |  | - | - | - | - | ----- |
| Vishwanathan Anand | ½ | ½ | ½ | ½ | ½ | ½ | 0 | 1 | ½ | ½  | ½  | ½  |  | ½ | 1 | ½ | ½ | 8½    |
| Boris Gelfand      | ½ | ½ | ½ | ½ | ½ | ½ | 1 | 0 | ½ | ½  | ½  | ½  |  | ½ | 0 | ½ | ½ | 7½    |

- Datos: Q909142
- Multimedia: World Chess Championship 2012 / Q909142